# Himbächel-Viadukt
Das Himbächel-Viadukt ist ein eingleisiges Viadukt der Odenwaldbahn im Streckenabschnitt Erbach–Hetzbach im Odenwald bei Streckenkilometer 24,54 über das Tal des Himbachel. Das Viadukt ist von der benachbarten Bundesstraße 45 gut zu sehen und wird nachts beleuchtet.

## Geschichte
Der Entwurf für die Brücke stammt von dem Ingenieur und großherzoglich hessischen Baubeamten Justus Kramer († 1892). Errichtet wurde sie von Mai 1880 bis November 1881 von dem in Mährisch Troppau ansässigen Baugeschäft Karl Weißhuhn für die Hessische Ludwigsbahn. Die Gewölbe wurden in der damals üblichen Art mit aufwändigen Lehrgerüsten aus Holz hergestellt. Die Gesamtkosten betrugen 343.615 Mark. Das Viadukt wurde im Mai 1882 in Betrieb genommen. Gegen Ende des Zweiten Weltkriegs konnte die Sprengung durch Pioniere der Wehrmacht verhindert werden. Einige Dorfbewohner entfernten die bereits angebrachten Sprengladungen an den zwei mittleren Pfeilern, als die Soldaten mit Panzerfäusten bewaffnet Richtung Erbach abmarschiert waren, um die anrückende US-Armee aufzuhalten.

## Technik
Die 250 Meter lange Bogenbrücke besteht aus zehn Bögen mit je 20 Metern lichter Weite bei einer Maximalhöhe von 43 Meter über der Talsohle. Die Brücke ist durch verstärkte Pfeiler in drei Teile gegliedert, den mittleren Teil mit vier Bögen und drei hohen Pfeilern, sowie die beiden Seitenteile mit jeweils drei Bögen. Die Zwischenpfeiler sind im oberen Teil sechs Meter breit. Die übrigen Pfeiler haben oben eine Stärke von vier Metern und sind nach allen Seiten mit 1:30-Anzug versehen, werden also nach unten breiter. Die Gewölbe sind im Scheitelpunkt einen Meter und am Kämpfer zwei Meter dick. Die Brücke wurde aus 16.400 Kubikmeter lokalem Buntsandstein gemauert, wobei die Pfeilerkerne aus Bruchstein bestehen. Die Fundamente wurden aus Beton gegossen und besitzen eine Gründungstiefe von vier Meter, bei einem Pfeiler von elf Meter.

## Bedeutung
Die Brücke war eine zeitgenössisch herausragende Ingenieurleistung und die bedeutendste Eisenbahnbrücke in Hessen. Sie ist ein Kulturdenkmal aufgrund des Hessischen Denkmalschutzgesetzes. Die Bundesingenieurkammer und die Ingenieurkammer Hessen haben das Himbächel-Viadukt am 10. September 2010 als Historisches Wahrzeichen der Ingenieurbaukunst in Deutschland ausgezeichnet.

## Ähnliche Viadukte
- Konstruktiv ähnlich, aber kleiner ist das Haintalviadukt auf derselben Strecke zwischen Hesseneck und Eberbach.
- Konstruktiv ähnlich, aber niedriger, länger und älter ist das Ruhrtal-Viadukt in Herdecke.